# Dark Star
Dark Star är en humoristisk science fiction-film från 1974. Filmen var John Carpenters långfilmsdebut.

## Handling
På ett rymdskepp långt ute i universum lever sedan tjugo år tillbaka Doolittle, Pinback, Boiler och Talby. Deras uppdrag är att utplåna instabila planeter som kan vara hinder för kolonisation på närliggande planeter.
Men de får en god dos äventyr när en förrymd rymdvarelse och en känslosam bomb ställer till problem.

## Rollista
- Brian Narelle - Löjtnant Doolittle
- Cal Kuniholm - Boiler
- Dre Pahich - Talby
- Dan O'Bannon - Bill "Sgt. Pinback" Fruge